# ریشارد بوگایسکی
ریشارد بوگایسکی (لهستانی: Ryszard Bugajski؛ زادهٔ ۲۷ آوریل ۱۹۴۳ - درگذشته ۷ ژوئن ۲۰۱۹) کارگردان فیلم و فیلم‌نامه‌نویس اهل لهستان است.
از فیلم‌های او می‌توان به مدار بسته، ژنرال نیل، خودِ زندگی، همبستگی، همبستگی...، بازجویی و کوری اشاره کرد.

## زندگی‌نامه
ریشارد بوگایسکی کارگردان و فیلمنامه‌نویس لهستانی سال ۱۹۴۳ به دنیا آمد. او از میانه‌های دهه ۷۰ میلادی به «استودیو ایکس» با مدیریت آندری وایدا پیوست. بوگایسکی زمانی که رژیم کمونیستی فیلمش با عنوان بازجویی (۱۹۸۲) را توقیف کرد و تحت تعقیب پلیس مخفی قرار گرفت، ناگزیر به کانادا مهاجرت کرد. او در کانادا به فعالیت در زمینه سینما و تلویزیون ادامه داد. او سرانجام سال ۱۹۹۵ به لهستان بازگشت و از آن زمان تاکنون در آنجا مشغول به کار است.